# Trautenbergové
Trauttenbergové z Trauttenbergu (neboli Trautenberkové německy Trautenberg) je německý rytířský rod z Horní Falce, který sídlil na hradě Trautenberg od  13. století.

## Historie

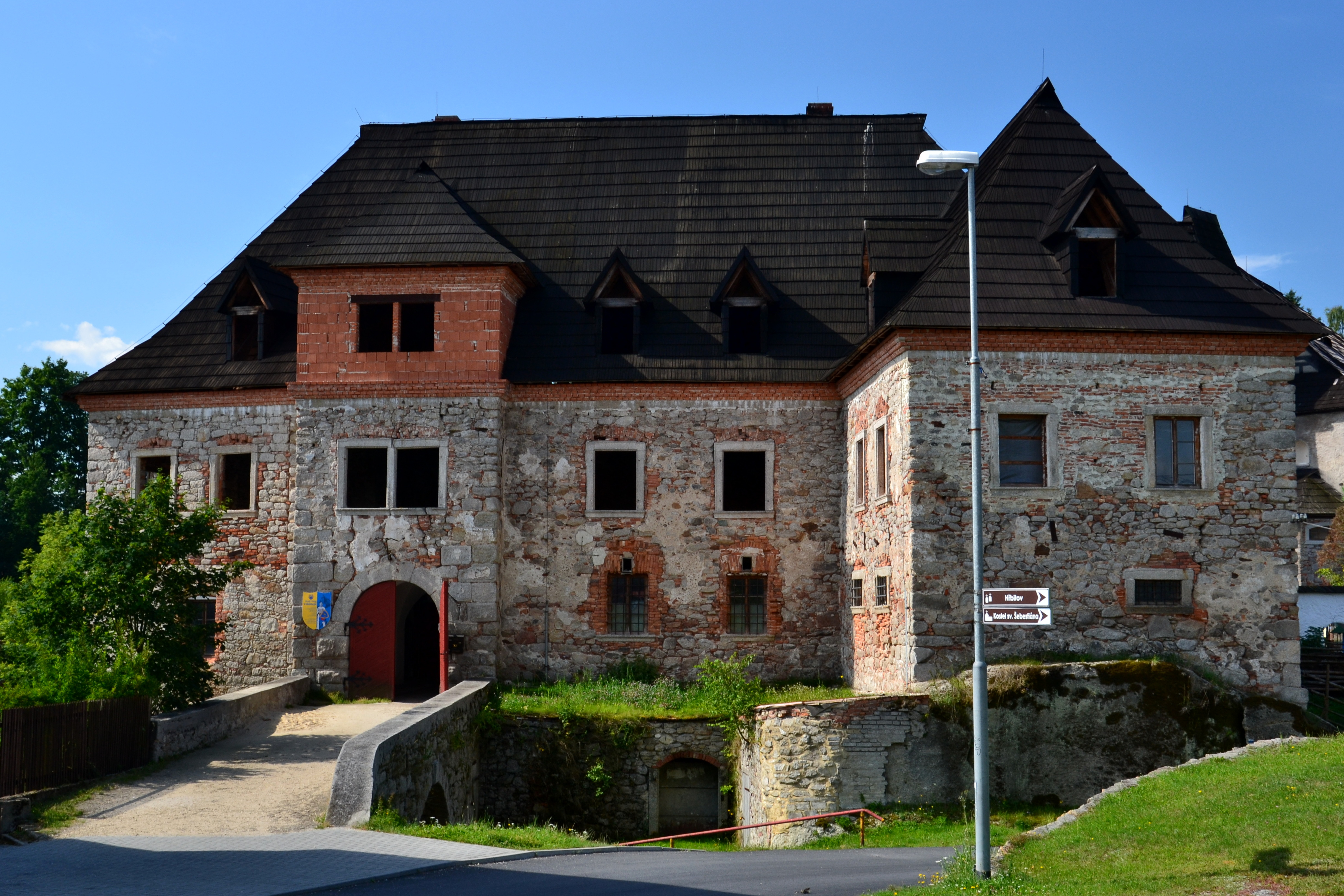
Zámek Skalná

První zmínky o rodu Trautenbergů jsou z 10. století. Pravděpodobně v polovině 10. století členové rodu založili hrad Trautenberk v Horní Falci nedaleko Krummennaabu v dnenším německém zemském okrese Tirschenreuth. Jde tak o jeden z nejstarších 

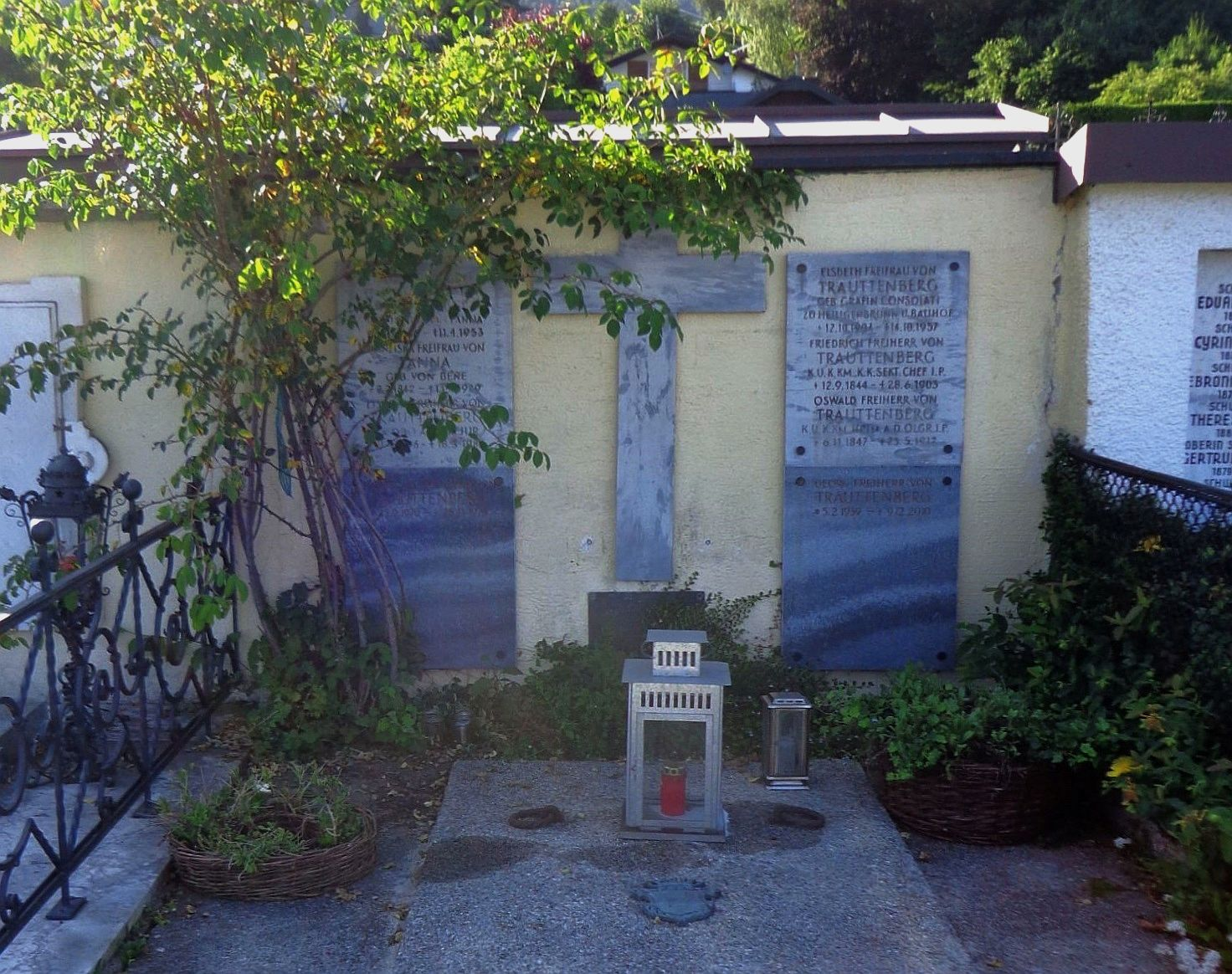
Hřbitov Altmünster, Rakousko: Hrob svobodných pánů z Trauttenbergu

hradů v jižním Německu. Jméno rodu však je písemně doloženo až v roce 1244 v osobě „Marquarda de Trutenberch“. Nepřerušená linie rodu má počátek v roce 1252 v osobe Jindřicha (Heinricha) z Trautenberka.
V roce 1283 prodali lankrabata z Leuchtenbergu hrabství Waldeck v Horní Falci vévodovi z Wittelsbachu Ludvíku Přísnému. Od této doby hráli Trautenberkové důležitou roli ve správě takto vzniklého vévodského úřadu. Již v roce 1286 zde byl soudcem a poručníkem Marquard z Trautenberka.
Udržovali blízké vztahy s kláštery Speinshart a Valdsasy. Kolem roku 1300 získali někteří Trautenberkové městská práva v městech Weiden, Nabburg a Amberg a několik z nich zde také vykovávalo funkci starosty a radních. Od roku 1355 byl Petr z Trautenberka vévodským purkrabím v kanceláři v Lengenfeldu a Kallmünzi.

### Vedlejší linie
V Čechách několik rodových větví drželo řadu statků jak na Chebsku (hrad Vildštejn a městečko Skalná) a Tachovsku (Trnová). Trauttenbergové také vlastnili statky v Podkrkonoší a na Moravě.
Původ dnešního města Skalná (něm. Wildstein) souvisí se založením hradu Vildštejna, který je doložen od roku 1166. Město Vildštejn je však zmíněno až v kupní smlouvě z roku 1224 , kdy opat Erhard získal desátek od Gerolda z Vildštejnu pro klášter Valdsasy. V roce 1225 je majitel uváděn Albert Notthafft z Vildštejna. V následujícím období se v držení hradu vystřídaly šlechtické rody Ramspergů, Schlicků, Wirspergů, Trautenberků, Helmfeldů, Wolkensteinů a Vildštejnů.
V hornorakouském Gmundenu rodina vlastnila zámek Trauttenberg, původně postavený pro Karla Vojtěcha von Lanna jako Villa Lanna  s prostorným parkem. Komplex sestávající z hlavní budovy, zahradního pavilonu a zahrady je výrazným architektonickým akcentem v krajině Solné komory. Památku rodiny připomíná kaple na Friedrich-Hebbel-Straße.

## Erb

Znak obce Reuth bei Erbendorf v hornofalckém okrese Tirschenreuth nese barevné prvky erbu Trauttenbergů

V červeném poli stříbrné (bílé) břevno a na něm tři modré hroty jako Fremdárové z Pruku.

## Osobnosti rodu
- Leopold z Trauttenberku (15. července v Kozlově 1761 – 3. ledna 1814 v Bernu), rakouský generál
- Konstantin z Trauttenbergu (1841–1914), rakousko-uherský diplomat, vyslanec v Řecku, Švýcarsku a Dánsku
- Hubertus Trauttenberg (* 23. září 1941 v Salcburku), rakouský generál